# メトロイド サムスリターンズ
『メトロイド サムスリターンズ』（英題: Metroid: Samus Returns）は、任天堂より2017年9月15日に発売されたニンテンドー3DS用アクションゲーム。1992年にゲームボーイ用ソフトとして発売された「メトロイドシリーズ」の第2作目『メトロイドII RETURN OF SAMUS』のリメイク作品。

## 概要
2017年6月14日の「E3 2017」で発表された。メトロイドシリーズでは2004年発売の『メトロイド ゼロミッション』以来13年ぶりとなる横スクロールアクションゲーム。
開発は過去に『キャッスルヴァニア ロード オブ シャドウ』などを手がけたスペインのゲーム開発会社「MercurySteam」との共同で行われた。横スクロール「メトロイド」の新作を模索するプロデューサーの坂本はNOE（Nintendo of Europe）から、「MercurySteamがメトロイドのリメイクをやってみたいと言っている」という話を聞き、条件が噛み合ったことで2015年頃からプロジェクトをスタートさせた。
リメイク元は元より過去の2D視点作品から多くの要素が刷新され、キャラクターやグラフィックは3Dで表現されており、多くの新システムが追加されている。
本作と合わせ主人公サムス・アランとメトロイドのamiiboが発売。大乱闘スマッシュブラザーズシリーズのサムスとゼロスーツサムスの計4種に対応しており、読み込ませたamiiboに応じてエネルギーの回復、高難易度モード（フュージョンスーツでのプレイ）・ギャラリーモード・サウンドテストが使用できるようになる。

## ボスキャラクター
メトロイド
惑星SR388に生息する浮遊生命体。本作にも幼生、アルファ、ガンマ、ゼータ、オメガ、クイーンの形態が登場。リメイク元に比べ攻撃パターンは大きく変わっている。各形態と最初に遭遇するときはイベントムービーが発生する。
マルカラ
大型のアルマジロのような生物。 リメイク元ではボムのみ有効だったが、本作ではビームやミサイルでもダメージを与えられる。体を丸めて突進してくるときはビームが効かないが、ボムの爆発で動きを止められる。倒すと「スプリングボール」が手に入る。
戦闘BGMや攻撃手段等、『フュージョン』に登場した個体の要素が追加されている。
ディガーノート
リメイク元には登場しない追加ボス。鳥人族が開発した大型機械兵器。両腕が巨大な削岩機になっており、地形を破壊しながら進むことができる。最初に登場するエリア3では岩に埋まっており、サムスの攻撃で起動するとどこかに去っていく。次に登場するエリア4では左右どちらかから追ってくるディガーノートから逃げる強制スクロールとなっている。エリア6で再登場しここでは直接戦うことになる。攻撃は両腕の削岩機で押しつぶす、頭部からのレーザー、吸引機で吸い込むなど多岐にわたり、部位を破壊するごとに攻撃パターンが変化する。
リドリー
リメイク元には登場しない追加ボス。リメイク元でラスボスだったクイーンメトロイドよりも後の、スターシップに乗り込む直前に登場するため本作のラスボスとなっている。口から吐く炎、鋭い尻尾や爪などシリーズおなじみの攻撃をしてくる。戦闘は3段階に分かれており、ダメージを与えるごとにイベントムービーを挟んで移行し攻撃パターンが増えていく。最終段階ではベビーメトロイドが援護に回ってくれる。
今作でも従来の戦闘BGMが使用されている他、戦闘の段階が進む毎に『プライム』のメタリドリー戦、『フュージョン』のネオリドリー戦に近い物にアレンジされていく。
リメイク元には登場しないため、なぜ襲撃してきたのかは不明。

## アイテム・装備
続編の「スーパーメトロイド」以降に登場したアイテムもいくつか追加されている。
チャージビーム
エネルギーをためて一気に放出する。また、チャージ中は回転ジャンプが攻撃判定が付与された「チャージアタック」となる。チャージゲートを開けることができる。本作ではサムスの近くの回復アイテムは自動的に吸い寄せられるが、チャージ中はさらに広い範囲のアイテムを引き寄せることができる。
グラップリングビーム
ロープ状のビームを発射。グラップリングポイントと呼ばれる個所に当てることで、青いポイントは自分を引き寄せたり、ぶら下がることができ、赤いポイントは障害物を移動したり破壊することができる。下画面のアイコンでビームの切り替えができる他、フリーエイム中にグラップリングポイントをマークすると、即座に使用が可能となっている。
スーパーミサイル
より威力を増した強化型のミサイル。強力なエネルギーで閉ざされたグリーンゲートを開けることができる。今作ではミサイルとの選択式となっている。
グラビティスーツ
バリアスーツよりも防御性能が上がったボディスーツ。水中でも自在に行動でき、溶岩のダメージも受けない。
『プライム』に登場した物に近い外見だが、細部の配色やデザインはアレンジされている。
パワーボム
広範囲に爆風が広がる強化型のボム。スーパーミサイルでも開けられないイエローゲートを開けることができる。スパイダーボールで壁や地面に貼りついた状態で使用すると一直線に長距離移動できる「スパイダーブースト」が発動する。なお、スパイダーブーストを敵に当てると動きを止めることもできる。

### 新システム
フリーエイム
従来の作品では撃ち分ける方向は8方向だったが（原作のメトロイドIIは4方向）、今作では360度全ての方向に撃てるようになった。グラップリングポイントに向けると、自動的にグラップリングビームが発射される。
メレーカウンター
接近する敵の攻撃に合わせて発動し、カウンター攻撃で敵をひるませながら追加攻撃をすることができる。ひるませた後攻撃だけでなく移動やジャンプ、再度メレーカウンターをすることで隙をキャンセルできる「メレーキャンセル」というテクニックがある。またアイスビームで凍結した敵にメレーカウンターを当て、一撃で粉砕する「アイスブレイカー」という技がある。従来の作品では敵の攻撃には回避しか攻撃を防ぐ手段がなかったが、これによりそれまでは難しかった前のめりな戦闘が可能になった。ボスの一部の攻撃にも有効で、「グラブシーケンス」と言う追加攻撃に発展、『アザーエム』での「リーサルストライク」のような独自の攻撃演出が入り、一方的に集中攻撃を行うチャンスとなる。シーケンス中でもリアルタイムに武器の変更が可能。
エイオンアビリティ
「エイオン」という特殊なエネルギーを使いサムスの能力を一時的にパワーアップさせることできる。エイオンエネルギーは一部の敵や補給ポイント、メレーカウンター成功時に補給できる。それぞれの能力は併用も可能。
スキャンパルス
センサーを強化し周囲のマップを表示する。また、周囲にある壊せるブロックが強調されるので、隠し通路や隠れたアイテムがより探しやすくなる。
ライトニングアーマー
アーマーに電気を帯電させることで、物理攻撃を無効にする効果を付与。接触してきた敵を弾き飛ばし（もろい敵はこれで倒すことも可能）、ダメージを受ける一部の地形も無効化できる。メレーカウンター時は電撃を放出する形で攻撃範囲も向上する。サムスに何かがあたった際にエイオンを消費するが、メレーカウンターヒット時や衝撃ダメージを食らった際は多めにエネルギーを消費する。
ビームバースト
ビーム性能を攻撃力・当たり判定増大及び高速連射する形で強化し、ボタンを押し続けることでセミオート連射することができる。また、通常のビームでははじき返される敵に対しても攻撃が通るようになる。なお、アイスビームの凍結効果（対応強化ダメージは付与）を除くビームの強化状態に応じて効果も強化される。
フェイズドリフト
サムス以外の周囲の時間を遅らせることができる。崩れやすい床を一気に駆け抜けることができるほか、メトロイドの動きを遅くしたうえで弱点を狙い続けるなど、サムス自身は遅くならないことを利用した行動の応用が利く。その分エイオンの消費が激しいのが難点。

## IIからの追加・変更点
高難易度『ハード』『フュージョン』の追加
『ハード』はゲームを一度クリアすることで追加される。『フュージョン』は本作と同時期に発売されたメトロイドのamiiboを読み込ませることで追加される他、作中のサムスの姿がフュージョンスーツに変わる。『フュージョン』ではダメージが4倍になる。
リトライ機能を搭載
エリア移動、アイテム入手、ボス戦の前後にチェックポイントが設定されており、ゲームオーバー時に直前のチェックポイント地点から再開することが可能になっている。
マップアレンジ
今作の惑星SR388は高温地帯や鳥人族の研究所跡など、『II』に比べて多種多様な環境を持つ描写に変更されている。また、一部BGMや効果音に『スーパー』『プライムシリーズ』に登場したものが原音もしくはアレンジされて使用されている。
敵キャラの性質アレンジ
登場する敵キャラクターは殆どが『II』に登場している物だが、性質や弱点などが大きくアレンジされている。また『フュージョン』等、『II』以後の作品にも引き続き登場した敵にはそれらの要素を加えた上でアレンジされている。
テレポータル実装
ワープ装置が設置されており、これを利用してマップを高速移動することができる。
次エリア進行可能手段の変更
『II』ではメトロイドを一定数倒した時点で、進路を阻む毒液を沈下させることができるが、サムスリターンズでは倒したメトロイドから入手できるDNAアイテムを特定の個所にある像のオブジェクトに一定数（必要個数が球の数で明示）セットすることで、封印が解かれ進行することができる。また、まだ封印を解いていない状態で立ち寄ることで、倒していないメトロイドのおおよその場所を教えてもらうことができる。
チョウゾメモリー
SR388に来訪した鳥人族の活動主旨が記載された回顧録が閲覧可能。
そのほか、細かい点を記載
- 下画面ではマップ表示の他、タッチによる装備の切り替えが可能になっている。また、下画面をタッチすることで瞬時にモーフボールへの変形が可能。
- エネルギータンクやミサイルタンクなど、最大容量が上がるアイテム取得時の演出を簡略化。
- アイスビームと他のビームは別のものとして区別されている。他のビームの強化の対象から外れる他、敵を凍結させる効果のみビームバーストの効果に付与されない。
- サムスリターンズではエリア区分をエレベータで移動する方式となっている。
- メトロイドの各成長状態に亜種が加えられている。
- 『II』ではベビーメトロイドと共に行動する範囲はクイーン戦からスターシップまでの道中のみであったが、今作では全ステージに連れ出すことが可能になっている。それに伴い、ベビーメトロイドにのみ破壊可能なブロックもスターシップまでの道中だけでなく各ステージに配置されるようになり、アイテム回収に必須となっている。
- 『II』と同様、クリアタイムによってエンディング後のサムスの姿が変化するが、さらに各難易度によっても変化するようになった。また、アイテム収集率はエンディングには影響しないが、収取率に応じてギャラリー『チョウゾメモリー』のイラストが開放されていくようになる。
- ビーム系アイテム「スペイザー」が「スペイザービーム」へと呼称を変更。

## 受賞
- Game Critics Awards: Best of E3 2017 「Best Handheld Game」[8]
- Gamescom 2017 Awards 「Best Mobile Game」[9]
- The Game Awards 2017（英語版） 「Best Handheld Game」[10]
- IGN Best of 2017 Awards 「Best 3DS Game」[11]
- 21st Annual D.I.C.E. Awards 「Handheld Game of the Year」[12]
- 17th Annual National Academy of Video Game Trade Reviewers（英語版） Awards 「Control Design, 2D or Limited 3D」[13]